# 圣克莱尔河
圣克莱尔河（英語：St. Clair River）位于北美洲中部五大湖地区，连接休伦湖和圣克莱尔湖，全长64公里。